# Арайши

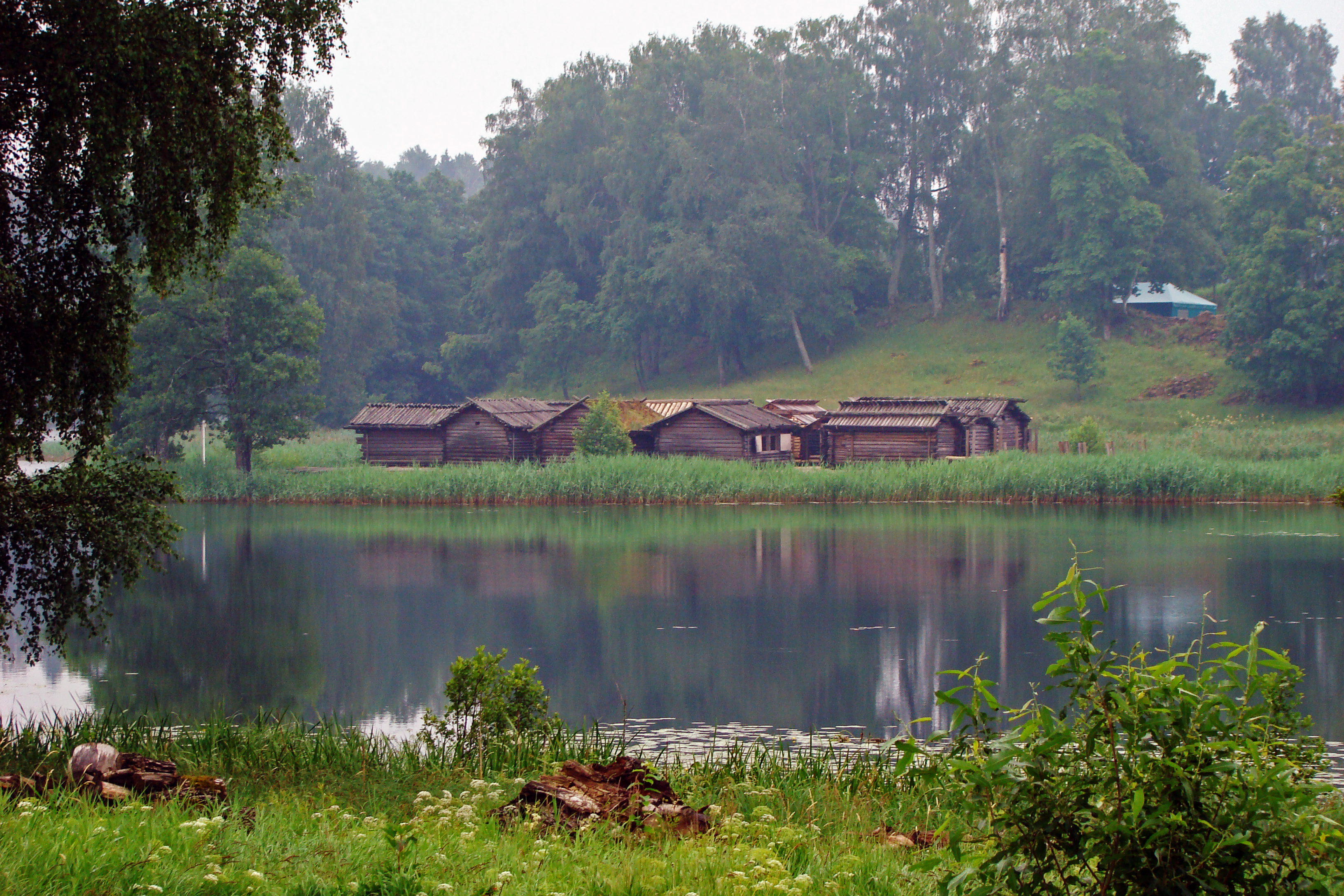
Реконструкция поселения IX — X вв.

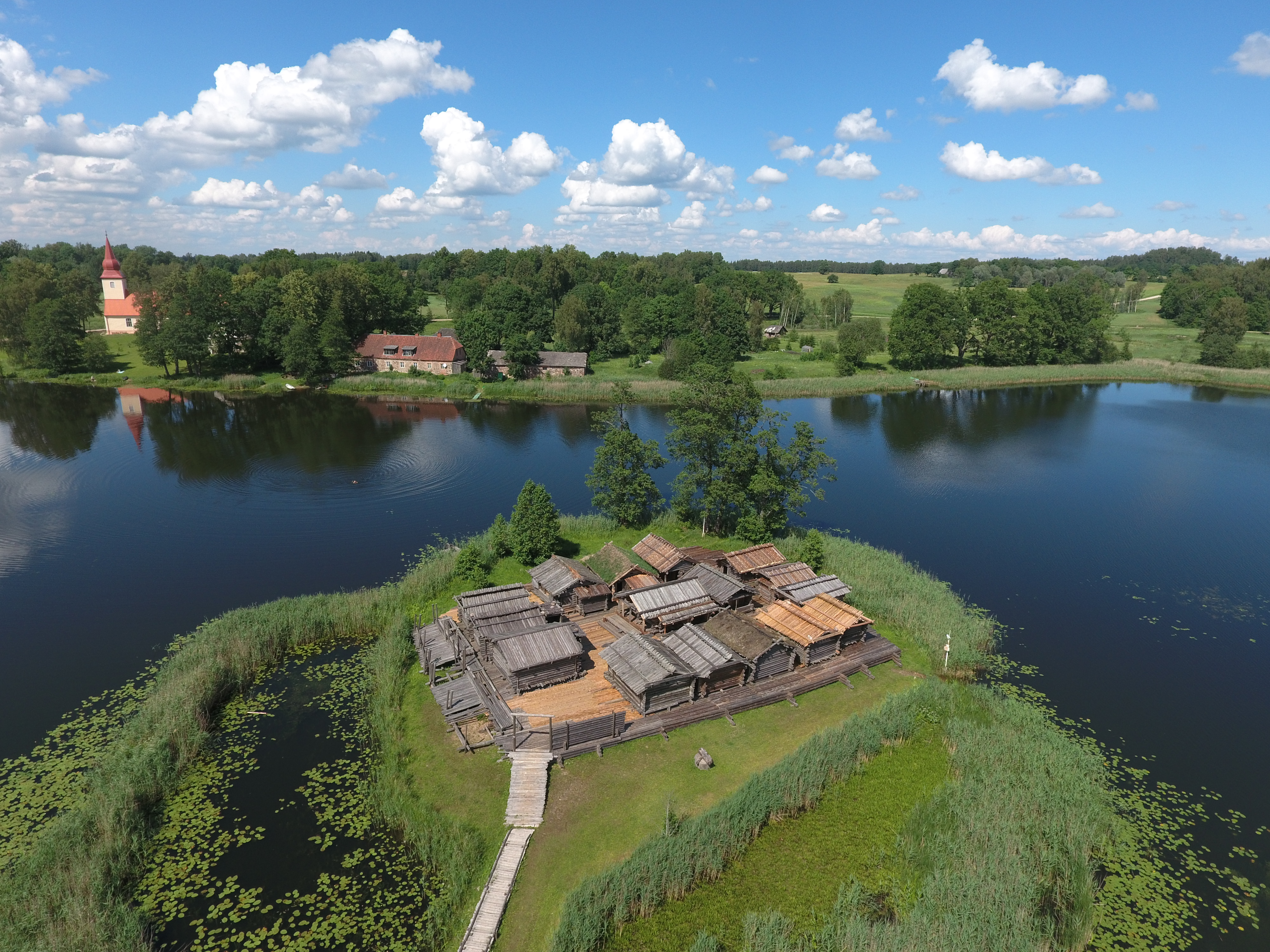
Вид с воздуха

А́райши — археологический музей на берегу Арайшского озера в Цесисском крае Латвии. Состоит из воссозданного латгальского поселения IX — X вв., реконструкции стоянки каменного века и дома бронзового века. Одна из наиболее популярных исторических достопримечательностей Латвии.

## Исследования
В 1876 году местный граф Зиверс обнаружил у берега Арайшского озера остатки древнего поселения и начал первые раскопки. Условия были неудобными, т.к. ямы постоянно наполнялись водой. В 1877 году на помощь Зиверсу из Берлина прибыл Р. Вирхов, посчитавший, что это поселение железного века. Противником версии о существовании в озере каких бы то ни было построек был К. И. Гревинк. В XX в. сложилось убеждение, что это остатки либо укреплённого поселения I тысячелетия до н. э., либо другого, населённого в различные эпохи. Но в любом случае эти теории не были ничем подкреплены, т.к. новых исследований на озере не велось. 
В 1959—1964 годах во время массового изучения подводных археологических памятников Латвии в озёрах Видземе были найдены остатки 9 других озёрных поселений, похожих на находку в Арайшском озере. Археологи поняли, что это — новая категория археологических памятников, распространённая большей частью в Латвии. Для проведения полномасштабных раскопок было выбрано Арайши. За 10 полевых сезонов в 1965—1969 и 1975—1979 годах экспедицией Института истории Латвии под руководством Я. Апалса исследованы три четверти из 2500 м² поселения и дорога к берегу. Эти раскопки и показали, что Арайши — латгальское поселение IX — X вв. К обследованию подключили водолазов. Остатки сооружений были покрыты толстым слоем ила, где водолазы обнаружили глиняные сосуды, их осколки и другие старинные предметы. Для того, чтобы тщательнее исследовать объекты, скрытые водой, уровень озера был понижен на 1 м, были насыпаны земляные валы, подтекающую воду откачивали насосами. Во влажном культурном слое хорошо сохранились остатки деревянных построек, что дало возможность восстановить планировку поселения в целом, а также выявить конструктивные особенности отдельных строений, сохранились предметы из органических материалов (дерево, лыко, береста). 
При исследовании озёрного поселения, а также руин Арайшского средневекового замка (находится также на берегу озера, южнее озёрного поселения), было установлено, что люди поселились на берегу Арайшского озера ещё в каменном веке. Найдены отдельные предметы той эпохи, но сама стоянка в Арайши найдена не была.

## Поселение IX — X вв.

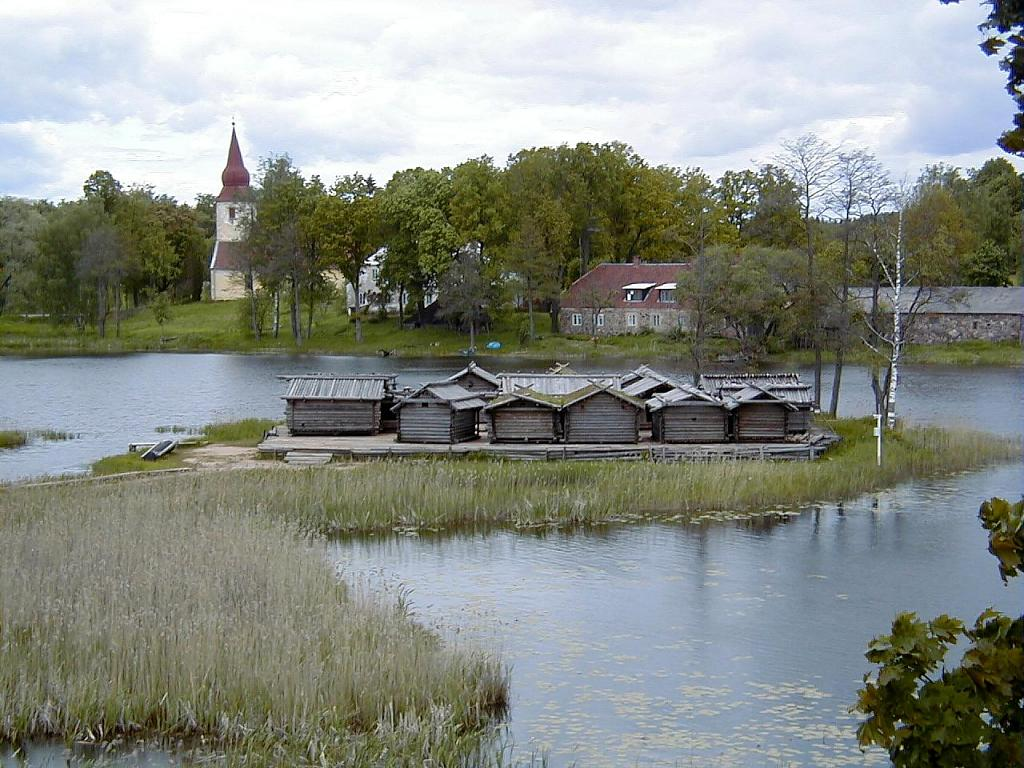
Реконструкция поселения IX — X вв.

Поселение находилось на низменном островке недалеко от берега, было укреплено подобно городищу.   Археологи назвали такие поселения «озёрными замками», т.к. вода надёжно защищала жителей острова от врагов. Подобные «замки» были распространены в этом регионе Латвии, богатым на озёра. Фундамент замка сохранился полностью, но в несколько деформированном виде. Культурный слой содержал 5 слоёв застройки без хронологических разрывов.
В исследованной части поселения нашли  около 145 отдельных жилых и хозяйственных деревянных построек разных времён и остатки оборонительных конструкций. Поселение представляло собой комплекс сооружений на прямоугольном бревенчатом настиле. Застройка состояла из пяти рядов курных изб и хозяйственных помещений, четыре ряда которых располагались по периметру площадки, а пятый — в середине её. Между строениями пролегали улочки шириной от 1,5 до 3,5 м. Со всех сторон замок защищали бревенчатые стены. С берегом его соединяла насыпная дамба.
Первые дома на острове были выстроены за 4 года и просуществовали около 20 лет. Давление и повышенная влажность привели к оседанию ростверка и бревенчатого настила, поэтому жителям пришлось отстраивать поселение заново, но фундамент продолжал оседать и после второй застройки. И латгалы выстроили поселение заново. Планировка первых трёх застроек была практически идентичной за исключением среднего ряда зданий. Третья застройка сгорела. Делались насыпи, площадь «замка» после каждой застройки увеличивалась, так что при пятой застройке он был в два раза больше, чем изначально. Планировка при четвёртой и пятой застройках видоизменилась: островитяне перешли от плотной прямоугольной застройки к круговой застройке с площадкой посередине замка и размещением жилых домов вокруг площадки, входными дверями к центру; изменялась и конструкция самих жилищ. Кладбище островитян находилось в некотором расстоянии к северо-востоку от озера. Часть домов четвёртой застройки сгорела, пятая же застройка сгорела вся. Находки оружия говорят о том, что замок был уничтожен врагами. Восстановлен не был. 
В X веке в северном полушарии начался период потепления и повышенной влажности, поэтому уровень воды в озёрах начал быстро повышаться. Таким образом, руины уничтоженного поселения оказались под водой, а та естественным образом законсервировала и сохранила остатки построек до наших дней.

### Воссоздание

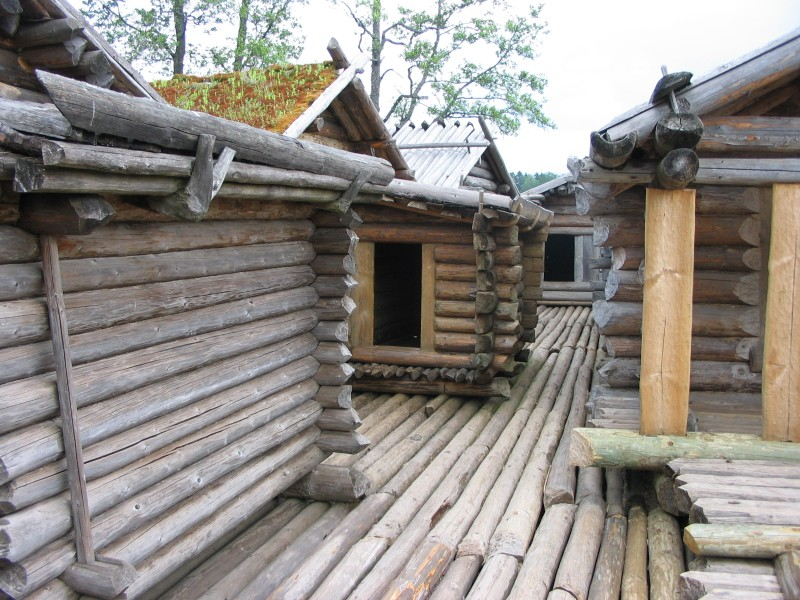
Внутри поселения

Поселение хорошо сохранилось и было наиболее изученным археологическим памятником своего рода, поэтому в 1960-х годах археологи решили реконструировать поселение, создав археологический музей. Для реконструкции был выбран древнейший и наиболее сохранившийся комплекс застройки IX века. Реконструкция закончилась в 1980-х годах, но некоторые постройки и конструкции восстанавливаются  до сих пор. Реконструкция отличается высокой степенью достоверности.

## Стоянка каменного века и дом бронзового века
Как говорилось выше, стоянка каменного века в Арайши найдена не была. Поэтому реконструкция стала обобщённым образом подобных стоянок. Она была создана в 2005 году на берегу всё того же озёра, южнее Арайшского замка, в месте, имеющим народное название Девичий остров. Имеются  камышовые хижины и земляные печи для жарки мяса, рыбы. Рядом построен дом бронзового века. 